# Erebia fauveaui
Erebia fauveaui är en fjärilsart som beskrevs av De Lesse 1947. Erebia fauveaui ingår i släktet Erebia och familjen praktfjärilar. Inga underarter finns listade i Catalogue of Life.